# Сан-Каэтану-ди-Одивелас

Сан-Каэтану-ди-Одивелас на карте штата.

Сан-Каэтану-ди-Одивелас (порт. São Caetano de Odivelas) — муниципалитет в Бразилии, входит в штат Пара. Составная часть мезорегиона Северо-восток штата Пара. Входит в экономико-статистический микрорегион Салгаду. Население составляет 16 891 человек на 2010 год. Занимает площадь 743,466 км². Плотность населения — 22,72 чел./км².

## Демография
Согласно сведениям, собранным в ходе переписи 2010 г. Национальным институтом географии и статистики (IBGE), население муниципалитета составляет:
| Полное население                               | Полное население                               | Полное население                               | Полное население                               | 16 891 |
| ---------------------------------------------- | ---------------------------------------------- | ---------------------------------------------- | ---------------------------------------------- | ------ |
| в том числе:                                   | Городское население                            | 6958                                           | Процент городского населения, %                | 41,19  |
|                                                | Сельское население                             | 9933                                           | Процент сельского населения, %                 | 58,81  |
|                                                | Мужское население                              | 8806                                           | Процент мужского населения, %                  | 52,13  |
|                                                | Женское население                              | 8085                                           | Процент женского населения, %                  | 47,87  |
| Плотность населения, чел/км²                   | Плотность населения, чел/км²                   | Плотность населения, чел/км²                   | Плотность населения, чел/км²                   | 22,72  |
| Население муниципалитета в % к населению штата | Население муниципалитета в % к населению штата | Население муниципалитета в % к населению штата | Население муниципалитета в % к населению штата | 0,22   |

По данным оценки 2015 года население муниципалитета составляет 17 420 жителей.

## Статистика
- Валовой внутренний продукт на 2003 год составляет 37 165 497,00 реалов (данные: Бразильский институт географии и статистики).
- Валовой внутренний продукт на душу населения на 2003 год составляет 2467,67 реалов (данные: Бразильский институт географии и статистики).
- Индекс развития человеческого потенциала на 2000 год составляет 0,600 (данные: Программа развития ООН).

## Административное деление
Муниципалитет состоит из 2 дистриктов:
| № | Наименование дистрикта  | Наименование дистрикта (порт.) | Территория, км² | Население, чел.(2010) | Население, чел.(2010) | Население, чел.(2010) | Плотность, чел./км² | Код дистрикта |
| № | Наименование дистрикта  | Наименование дистрикта (порт.) | Территория, км² | всего                 | городское             | сельское              | Плотность, чел./км² | Код дистрикта |
| 1 | Сан-Каэтану-ди-Одивелас | São Caetano de Odivelas        | 498,31          | 13 414                | 6958                  | 6456                  | 26,92               | 150710205     |
| 2 | Персеверанса            | Perseverança                   | 245,16          | 3477                  | -                     | 3477                  | 14,18               | 150710210     |

## Важнейшие населенные пункты
| № | Населённый пункт              | Населённый пункт (порт.)         | Категория | Население чел. (2010) | На карте                       |
| - | ----------------------------- | -------------------------------- | --------- | --------------------- | ------------------------------ |
| 1 | Сан-Каэтану-ди-Одивелас       | São Caetano de Odivelas          | город     | 6958                  | 0°44′42″ ю. ш. 48°01′23″ з. д. |
| 2 | Сантисима-Триндади (Кашуэйра) | Santíssima Trindade ou Cachoeira | поселок   | 1910                  | 0°43′26″ ю. ш. 48°01′25″ з. д. |
| 3 | Алту-Переру                   | Alto Pererú                      | поселок   | 633                   | 0°43′18″ ю. ш. 48°03′22″ з. д. |
| 4 | Понта-Бон-Жезус               | Ponta Bom Jesus                  | поселок   | 589                   | 0°44′11″ ю. ш. 48°06′19″ з. д. |
| 5 | Марабитанас                   | Marabitanas                      | поселок   | 470                   | 0°57′15″ ю. ш. 47°59′05″ з. д. |
| 6 | Сан-Жуан-дус-Рамус            | São João dos Ramos               | поселок   | 435                   | 0°42′56″ ю. ш. 47°59′01″ з. д. |